# Machowinko

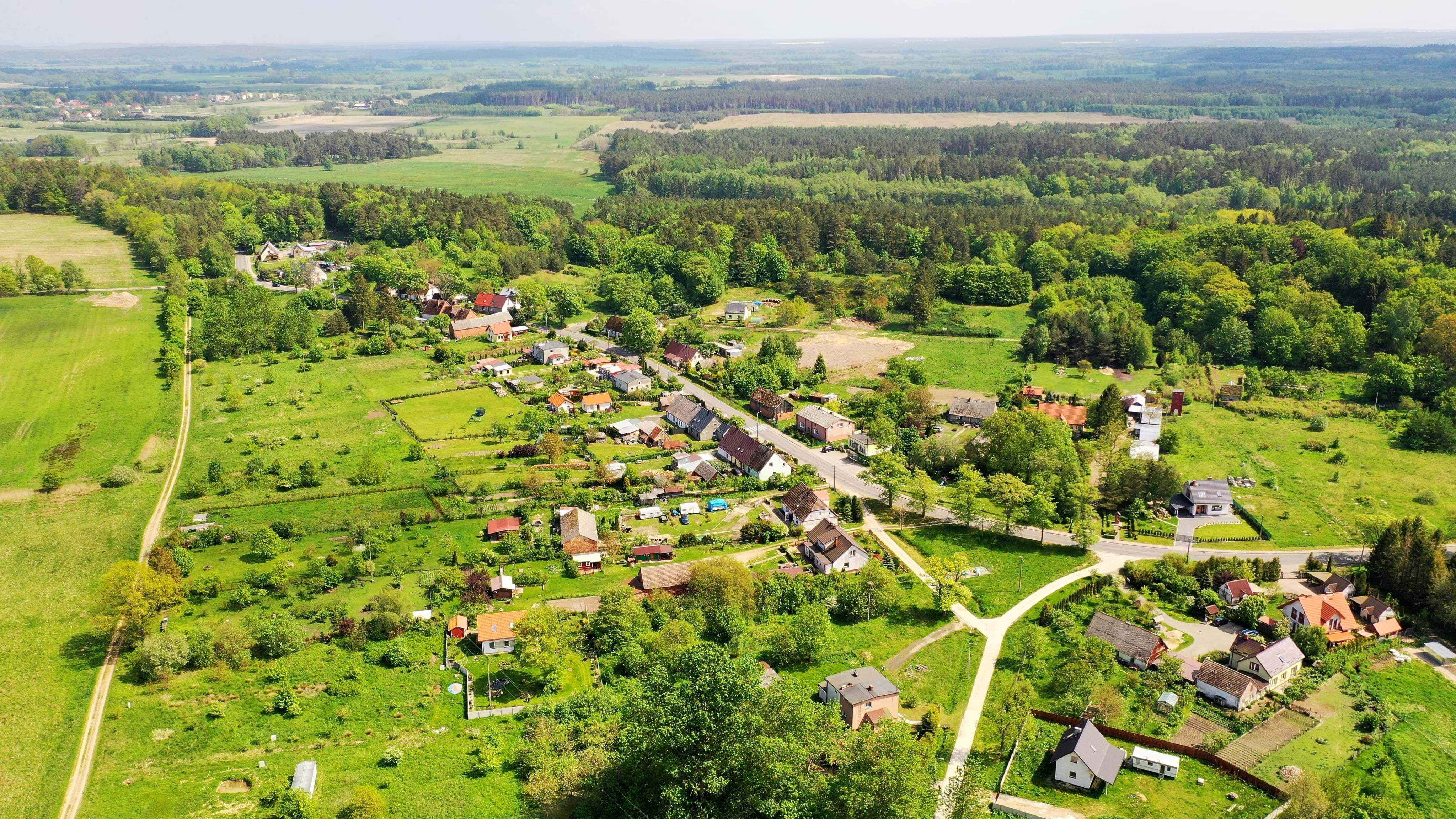
Widok na wieś

Machowinko (kaszb. Môłé Machòwino lub Machòwinkò, niem. Klein Machmin) – wieś w Polsce położona w województwie pomorskim, w powiecie słupskim, w gminie Ustka. 
W latach 1975–1998 miejscowość administracyjnie należała do województwa słupskiego.
Wieś stanowi sołectwo w którego skład wchodzą również: Owczary, Poddąbie i Redwanki.
Z racji znajdowania się w pobliżu Morza Bałtyckiego, wieś pełni nie tylko funkcję rolniczą, ale i turystyczną.
We wsi był przystanek kolejowy Machowinko.

## Nazwa
Nazwa powstała od nazwy sąsiedniej wsi Machowino poprzez zdrobnienie jej formantem -k-. Nazwa niemiecka ma podobny, relacyjny charakter i jest zestawiona z przymiotnika klein „mały” i nazwy miejscowej Machmin „Machowino”. Friedrich Lorentz odnotował słowińską nazwę Mǻulė Mãχɵvjinɵ.
Rada Języka Kaszubskiego proponuje kaszubską nazwę Machòwinkò.

## Części wsi
| SIMC    | Nazwa   | Rodzaj    |
| ------- | ------- | --------- |
| 0752214 | Owczary | część wsi |

## Historia wsi
Miejscowość była wzmiankowana w listach lennych dla rodziny von Ramel z 1506, 1547 i 1568 roku.
W 1677 roku wieś przeszła w posiadanie Matthiasa von Zastrow w wyniku zawarcia związku małżeńskiego. W 1720 roku majątek został sprzedany von Belowom i w ich rękach pozostawał do 1804 roku. Już w 1784 rok we wsi był folwark, kuźnia, a także działał tu nauczyciel. Zostały wydzielone folwarki Dorotheental i Charlottenhof, łącznie 52 zagrody. W 1901 roku Maksymilian von Puttkamer wybudował we wsi gorzelnię, stajnię i zabudowania folwarczne. 9 lat później, w 1910 roku, dobra zakupił hrabia Wilhelm von Zitzewitz i jego najstarszy syn, Heinrich. Ostatnim dziedzicem był młodszy syn, Günter, który nabył od ojca najpierw jego część, a potem poprzez ugodę z bratem wszedł również w posiadanie drugiej części Machowinka. Był światłym obywatelem i gospodarzem, między innymi zmeliorował duże połacie gruntu, unowocześnił rolnictwo, dbał szczególnie o gospodarkę leśną, ale również interesował się sztuką i literaturą. Zmodernizował także dwór.

## Zabytki
- Pałac murowany z II połowy XIX wieku, w którym znajduje się Dom Pomocy Społecznej w Machowinku[10].
- Park z II połowy XIX wieku[11].